# La battaglia delle aquile
La battaglia delle aquile (Aces High) è un film del 1976 diretto da Jack Gold, ambientato in Francia durante la 1ª guerra mondiale. La sceneggiatura si basa sull'opera teatrale Journey's End di Robert Cedric Sherriff del 1928. 

## Trama
Il film racconta le vicende degli aviatori inglesi della Royal Flying Corps, alle prese con velivoli in cattivo stato, nell'ottobre del 1917.